# Crataegus cuprina
Crataegus cuprina är en rosväxtart som beskrevs av James Bird Phipps. Crataegus cuprina ingår i hagtornssläktet som ingår i familjen rosväxter. Inga underarter finns listade i Catalogue of Life.